# 血根草
血根草（学名：Sanguinaria canadensis）是一種多年生草本植物，原產於北美洲東部，原產地由加拿大的新斯科舍省往南至美國的佛羅里達州。折斷或打碎根狀莖時會流出似血液的紅色汁液，因此被稱為血根草。血根草是罌粟科血根草屬內唯一的一個種，與原產於東亞的血水草屬（Eomecon）植物親緣關係最接近。
其种加词“canadensis”意为“加拿大的”。

## 形態特徴

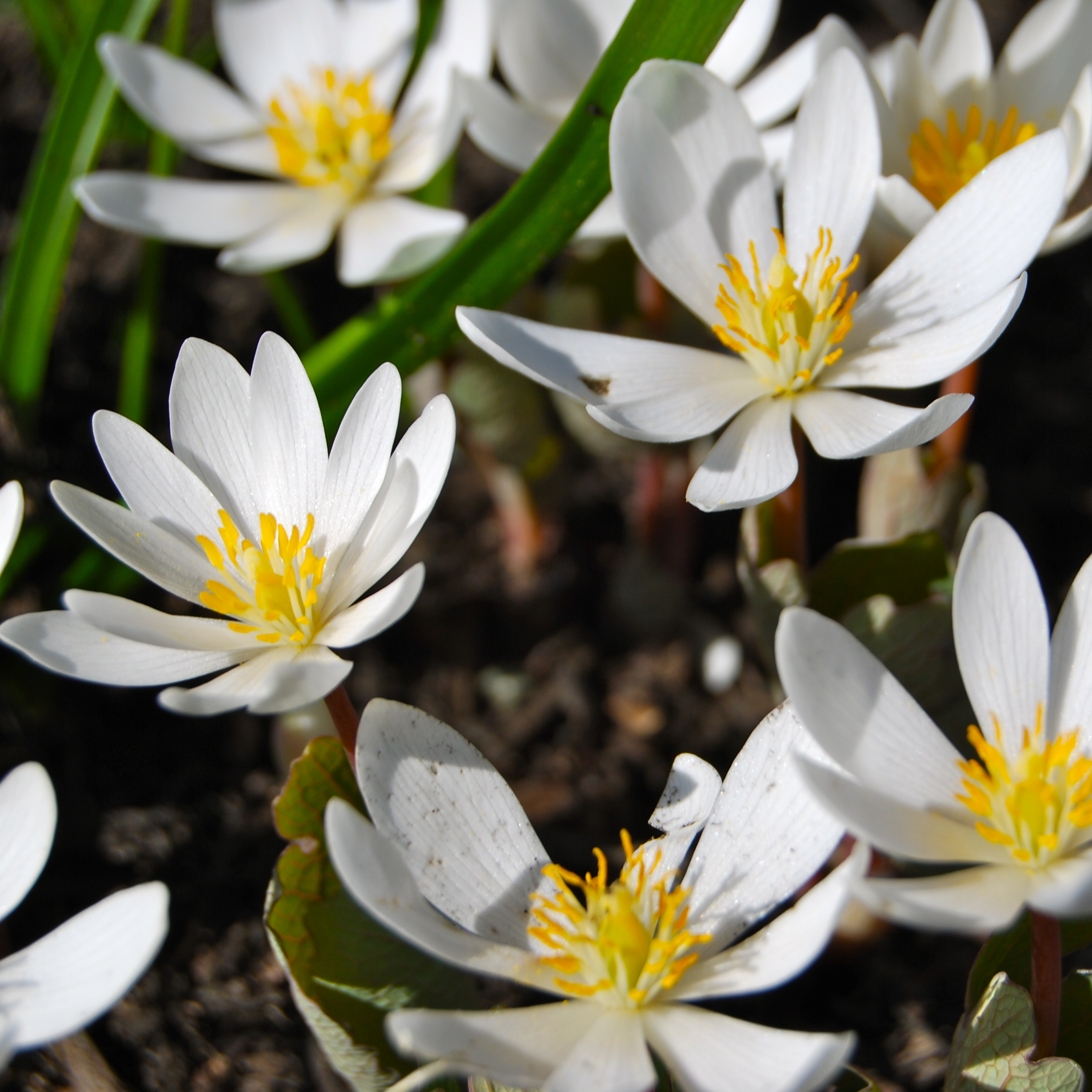

血根草的植株可以長至20-50公分高。根狀莖橙色，生長在土壤表面或地底，根狀莖經過多年的生長後，會形成一片很大的根團。葉子大，長寬各為12公分左右，葉緣有多處分裂。每年的3月至5月開花，花有8-12片花瓣，花瓣白色，雄蕊與雌蕊黃色。植株在早春時開始開花，此時葉子尙未展開，在花盛開後，葉子才完全展開成正常的大小，葉持續生長直到仲夏至夏末時開始休眠為止。種子長在綠色的果實內，果實長4-6公分，在休眠開始前成熟，種子圓形，成熟時呈黑色至橙紅色的顏色。 
血根草葉子及花的形狀變化很大，以前曾根據這些不同的性狀將其分類成許多不同的亞種，目前則認為這些變異不足以分類為亞種，大多將其處理為同一個物種。
花為蟲媒花，由小型的蜂類和蠅類幫忙授粉。花的壽命很短暫，花瓣在授粉後一到兩天的時間內就會脫落。重瓣品種的花開的比原種久，因為它們的雄蕊已經瓣化，使得授粉更加困難，因此花的壽命也較長。

## 生長環境

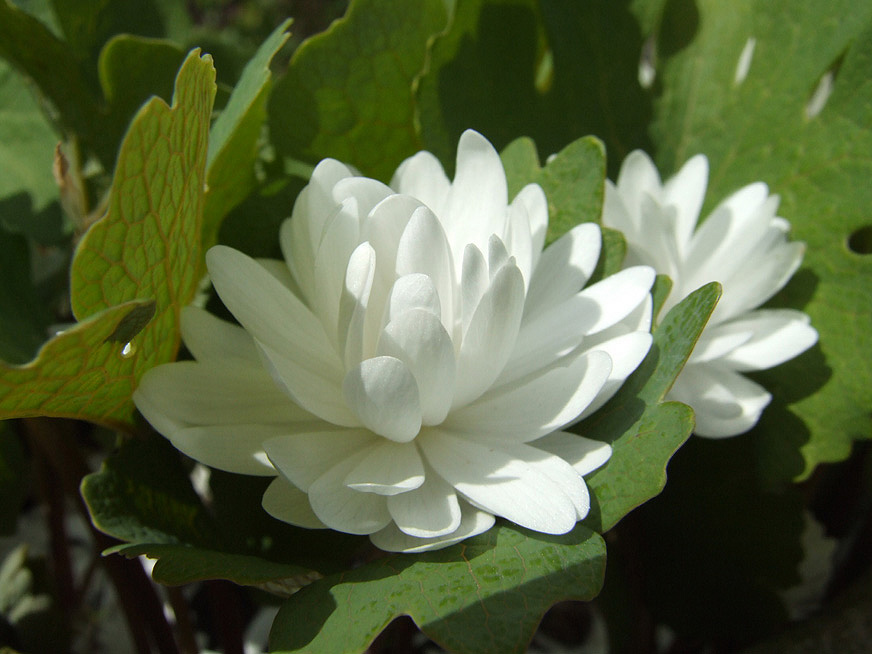
重瓣品種'Plena'的花

血根草生長在潮濕至乾燥的林地與灌木叢，常出現在洪水氾濫的平原與海岸或溪流附近的斜坡上，偶而會生長在空曠地、草地或沙丘上。血根草并不是一种常见植物，但在其生长地却会大量出现。
如果想种植血根草，需要注意血根草喜欢潮湿同时排水良好的土壤（保持ph值在6.8-7.2）。同时为其需要提供部分遮光的环境。
血根草是靠螞蟻散佈種子，這種散佈方式稱為蟻媒傳播（myrmecochory）。血根草的種子上生有一種稱為油質體(油粒体）的肉質器官，這種物體會吸引螞蟻將種子帶回蟻巢，螞蟻食用油質體後將剩下的種子丟棄到蟻巢的垃圾堆中，種子在那裏受到螞蟻的保護，直到它們發芽為止，蟻巢的垃圾堆含有豐富的營養，這些在蟻巢發芽的植株會從中得到一些好處。

## 生物鹼
血根草會製造化學結構和嗎啡類似的苯菲里啶類（benzophenanthridine）生物鹼，這些生物鹼會被運送及貯藏在根狀莖內，生物鹼具有毒性，其中最主要的毒性物質就是血根鹼（sanguinarine）。比較嗎啡與血根鹼的生物合成過程，兩者的共通點是它們的最後中間體都是 牛心果鹼（(S)-reticuline）。
罌粟科和毛茛科的一些植物，以及秋水仙科秋水仙屬、防己科南美防己屬（Chondrodendron）植物也都含有苄基異喹啉類生物鹼。

## 藥用與禁忌
血根鹼會阻斷動物細胞鈉鉀幫浦的跨膜蛋白質活動而導致細胞死亡。在皮膚上塗抹血根草會造成皮膚組織的壞死，而後會在皮膚上形成一個大的傷疤，這種傷疤稱為焦痂，因此血根草及其提取物被認為是一種具腐蝕性的藥劑。
雖然有些皮膚癌患者在家裡自行治療時，會使用血根草等具腐蝕性的藥物來治療皮膚癌，不過這種嘗試是很危險的行為，會使皮膚受到嚴重的毀損。用血根草作成的藥膏來治療皮膚癌，並不能完全清除掉惡性腫瘤，藥膏雖然可以腐蝕掉皮膚表面的腫瘤組織，但也可能會有一些位於深層的腫瘤細胞殘存下來，有病例報告指出，某些個案在使用血根草藥膏治療後，其腫瘤會再復發或轉移至其他地方。
美國食品及藥物管理局已經核准可以在牙膏中添加血根鹼作為抗菌劑及抗斑劑使用。目前認為這種添加物可能會導致口腔白斑症，白斑症是口腔將發生病變的前兆。

## 傳統用法
美洲原住民使用血根草作為催吐藥已經有一段很長的歷史，儘管這種植物被認為具有催吐的療效，內服食用血根草是不可取的行為。
將血根草打碎後會流出略帶紅色的汁液，其中以根狀莖汁液的含量較多，美洲原住民拿來作為染料與藥草使用。

## 外部連結
- USDA profile （页面存档备份，存于）（美國農業部）
- Flora of North America, profile and map （页面存档备份，存于）（北美洲植物誌）
- Bloodroot pictures and information （页面存档备份，存于）（血根草圖像、資料）
- Bloodroot pictures and information （页面存档备份，存于）（血根草圖像、資料）
- KEGG (Kyoto Encyclopedia of Genes and Genomes) Alkaloid biosynthesis I - Reference pathway （页面存档备份，存于）（生物鹼的合成）